# Hannover (land)
 For alternative betydninger, se Hannover (flertydig). (Se også artikler, som begynder med Hannover)
Hannover var en historisk stat i nutidens Niedersachsen i Tyskland. Det var den uformelle betegnelse på hertugdømmet og kurfyrstendømmet Braunschweig-Lüneburg, og det officielle navn på et uafhængigt kongerige fra 1814 til 1866. Staten Hannover var opkaldt efter sin hovedstad, Hannover. Hannovers historie er tæt knyttet sammen med Storbritannien, som fyrstehuset Hannover også regerede fra 1714 til 1901, frem til 1837 i personalunion.

## Historie

### Hertugdømmet Braunschweig-Lüneburg, kurfyrstendømmet Hannover
Hannovers herskere var Slægten Welf, som frem til at Henrik Løve mistede sine besiddelser i 1180, havde regeret over det gamle stammehertugdømme Sachsen (svarer delvist til nutidens Nedersaksen). Det welfiske husgods blev i 1235 ophøjet til hertugdømmet Braunschweig-Lüneburg.
Braunschweig-Lüneburg blev senere arvedelt i flere mindre stater. I 1634 tilfaldt fyrstendømmerne Calenberg og Göttingen fyrstendømmet Braunschweig-Lüneburg-Celle. Det blev denne stat, der modtog kurværdigheden i 1692. Derefter blev staten kaldt kurfyrstendømmet Hannover, efter byen Hannover, som siden 1636 havde været hovedstad i fyrstendømmet Calenberg.
De hannoveranske kurfyrster blev konger af Storbritannien i 1714, efter at dronning Anne (Stuart) døde, uden at nogen af hendes 17 børn havde overlevet hende. Den britiske Act of Settlement fra 1701 havde bestemt, at nærmeste protestantiske arving skulle overtage tronen. Dermed besteg kurfyrst Georg Ludwig af Hannover den britiske trone som kong Georg 1.
Kurfyrstendømmet Hannovers indflydelse i Tyskland voksede også. Kurfyrstene købte fyrstendømmet Lüneburg i 1705, de tidligere svenske områder Bremen og Verden af Danmark i 1719. Hannover overtog desuden hertugdømmet Lauenburg i 1702 og fyrstbispedømmet Osnabrück i 1803.

### Napoleonstiden
I 1803 blev kurfyrstendømmet besat af Frankrig. Det forblev under fransk styre i forskellige former i ti år. Fra 1807 var det en del af kongeriget Vestfalen.

### Kongeriget Hannover
Hertugdømmet blev genoprettet i 1813. Ved Wienerkongressen (1814) blev det ophøjet til Kongeriget Hannover for at gøre Georg III til ligemand med Württembergs hersker, der var blevet udnævnt til konge af Napoleon. Wienerkongressen førte til en aftale mellem Hannover og Preussen, som indebar, at Hannover i betydelig grad udvidede sit territorium. Hannover fik bispedømmene Hildesheim, Øst-Frisland, den nedre del af grevskabet Lingen og den nordlige del af bispedømmet Münster. Hannover mistede de dele af hertugdømmet Lauenborg (kom til Danmark), som ligger nordøst for Elben. Desuden mistede Hannover en række små enklaver i øst.
Personalunionen med Storbritannien sluttede i 1837, da Victoria arvede den britiske trone. Hannovers saliske arvefølgelov indebar, at kvinder ikke kunne arve tronen, hvis der fandtes mandlige arvinger, mens britisk lov kun gav brødre fortrinsret frem for søstre. Victorias farbror, Ernst August, hertug af Cumberland, arvede dermed kongetronen i Hannover.
Under den østrigsk-preussiske krig i 1866 mistede Hannover sin uafhængighed. Kongeriget havde sammen med andre stater først forsøgt at holde sig neutral i krigen mellem stormagtene Preussen og Østrig. I den afgørende afstemning i det tyske forbundsråd 14. juni 1866 stemte Hannover dog for mobilisering af forbundstropper mod Preussen. Kort efter erklærede Preussen Hannover krig. Preussiske tropper invaderede Hannover, men blev slået i slaget ved Langensalza. Det varede alligevel ikke længe, før Velferne blev afsat. Kongeriget Hannover blev, i lighed med kurfyrstendømmet Hessen, hertugdømmet Nassau og bystaten Frankfurt annekteret og gjort til den preussiske provins, Hannover.

### Forsøg på at genoprette kongeriget Hannover
Kong Georg V rejste i eksil i Østrig og senere Frankrig, hvor han appellerede til stormagtene om at hjælpe sig mod Preussen. Han organiserede en privat hær, som dels skulle kæmpe på Frankrigs side i tilfælde krig mellem Frankrig og Tyskland og dels generobre Velfernes landområder. Dette førte imidlertid til, at Preussen brød sit løfte om at give en økonomisk kompensation til den tidligere kongefamilie. I stedet beslagde Preussen kongens privatformue. Kong Georg V døde uforsonet og blind i Paris i 1878, og han blev begravet i St. George's Chapel i Windsor Castle. Det blev først opnået forsoning mellem huset Hannover og huset Hohenzollern, da de to fyrstehuset blev forbundet gennem et ægteskab i 1913. I Tyskland fortsatte hannoveranske loyalister med at spille en vigtig rolle, særligt gennem partiet Deutsch-Hannoversche Partei.

## Herskere

### Hertuger af Braunschweig-Lüneburg, fyrster af Calenberg, og kurfyrster af det tysk-romerske rige (1692-1803)
- Ernst August 1692-1698
- Georg I 1698-1727 (også konge af Storbritannien)
- Georg II 1727-1760 (også konge af Storbritannien)
- Georg III 1760-1803 (også konge af Storbritannien)

### Konger af Hannover (1814-1866)
- Georg III 1814-1820 (også konge af Storbritannien)
- Georg IV 1820-1830 (også konge af Storbritannien)
- Vilhelm 1830-1837 (også konge af Storbritannien)
- Ernst August 1837-1851
- Georg V 1851-1866

## Preussiske regeringspræsidenter (guvernører) i provinsen Hannover, 1867-1946
- Otto Graf zu Stolberg-Wernigerode 1867-1873
- Botho Wend August Graf zu Eulenburg 1873-1878
- Adolf Hilmar von Leipziger 1878-1888
- Rudolf von Bennigsen 1888-1897
- Konstantin Graf zu Stolberg-Wernigerode 1898-1902
- Richard von Wentzel 1902-1914
- Ludwig Hubert von Windheim 1914-1917
- Ernst von Richter (DVP) 1917-1920
- Gustav Noske (SPD) 1920-1933
- Viktor Lutze (NSDAP) 1933-1941
- Hartmann Lauterbacher (NSDAP) 1941-1945
- Hinrich Wilhelm Kopf (SPD) 1946 →